# Joseph Gerhard Zuccarini
Joseph Gerhard Zuccarini, né le 10 août 1797 à Munich et mort le 18 février 1848 à Munich, est un botaniste bavarois.
Membre de l'Académie bavaroise des sciences et professeur de botanique à l'université de Munich, Zuccarini a travaillé principalement avec Philipp Franz von Siebold, l'assistant pour la description de ses collections de végétaux du  Japon.

## Biographie
Zuccarini, fils du metteur en scène de théâtre Franz Anton Zuccarini (de) et de la chanteuse Katharina Zuccarini, après avoir obtenu son diplôme de fin d'études secondaires en 1813 au lycée Guillaume de Munich (de), commence en 1815 des études de médecine à l'université d'Erlangen, où Christian Nees von Esenbeck est son professeur d'histoire naturelle. Pendant ses études à Erlangen, il devient renonce (de) de la Landsmannschaft locale, en 1817 membre de la Burschenschaft Teutonia et en 1818 de la Burschenschaft Arminia (de).

## Liste partielle des publications
- Flora japonica, sive plantae quas in imperio japonico collegit (1835).